# Fritz Geißler (Parteifunktionär)
Fritz Geißler (* 2. Dezember 1907 in Zeulenroda; † 22. September 1968) war ein deutscher Widerstandskämpfer gegen den Nationalsozialismus und Funktionär der Sozialistischen Einheitspartei Deutschlands (SED) in der frühen Deutschen Demokratischen Republik (DDR). Von 1956 bis 1960 war er Chefredakteur der Zeitschrift des Zentralkomitees (ZK) der SED Neuer Weg.

## Leben

### KPD-Funktionär
Geißler, Sohn eines Gummiwerkers, erlernte nach der Volksschule den Beruf des Drahtwebers. 1922 trat er in die Sozialistische Arbeiterjugend (SAJ), 1923 in den Kommunistischen Jugendverband Deutschlands (KJVD) ein. Von 1925 bis 1928 war er Ortsvorsitzender des KJVD in Zeulenroda und 1928/29 Mitglied der KJVD-Bezirksleitung Großthüringen.
1925 wurde Geißler Mitglied im Deutschen Metallarbeiterverband (DMV) und 1928 der Kommunistischen Partei Deutschlands (KPD). 1929 wurde er hauptamtlicher KPD-Funktionär und war bis 1931 als Instrukteur in Greiz tätig. 1930 besuchte er die Reichsparteischule der KPD. 1931 nahm er in Moskau an mehrwöchigen Schulungen an der Internationalen Lenin-Schule teil und blieb bis August 1933 in der Sowjetunion.
Nach der Machtübernahme der Nationalsozialisten in Deutschland und dem Verbot kommunistischer Betätigung kehrte Geißler verdeckt nach Deutschland zurück und war für die nunmehr illegale KPD tätig. Am 26. Oktober 1933 wurde er in Hamburg verhaftet und am 15. Juni 1934 durch das Hanseatische Oberlandesgericht wegen „Vorbereitung zum Hochverrat“ zu 30 Monaten Zuchthaus verurteilt. Er wurde ins Konzentrationslager Sachsenhausen verschleppt und dort bis Mai 1939 festgehalten. Danach kehrte er nach Thüringen zurück und lebte bis 1943 unter Polizeiaufsicht.
Im Februar 1943 wurde Geißler in die Wehrmacht eingezogen und kämpfte im Strafbataillon 999 im Zweiten Weltkrieg. 1945 geriet er in Griechenland in britische Kriegsgefangenschaft, wurde später in Ägypten und im Irak interniert und 1947 freigelassen.

### Funktionär in der DDR

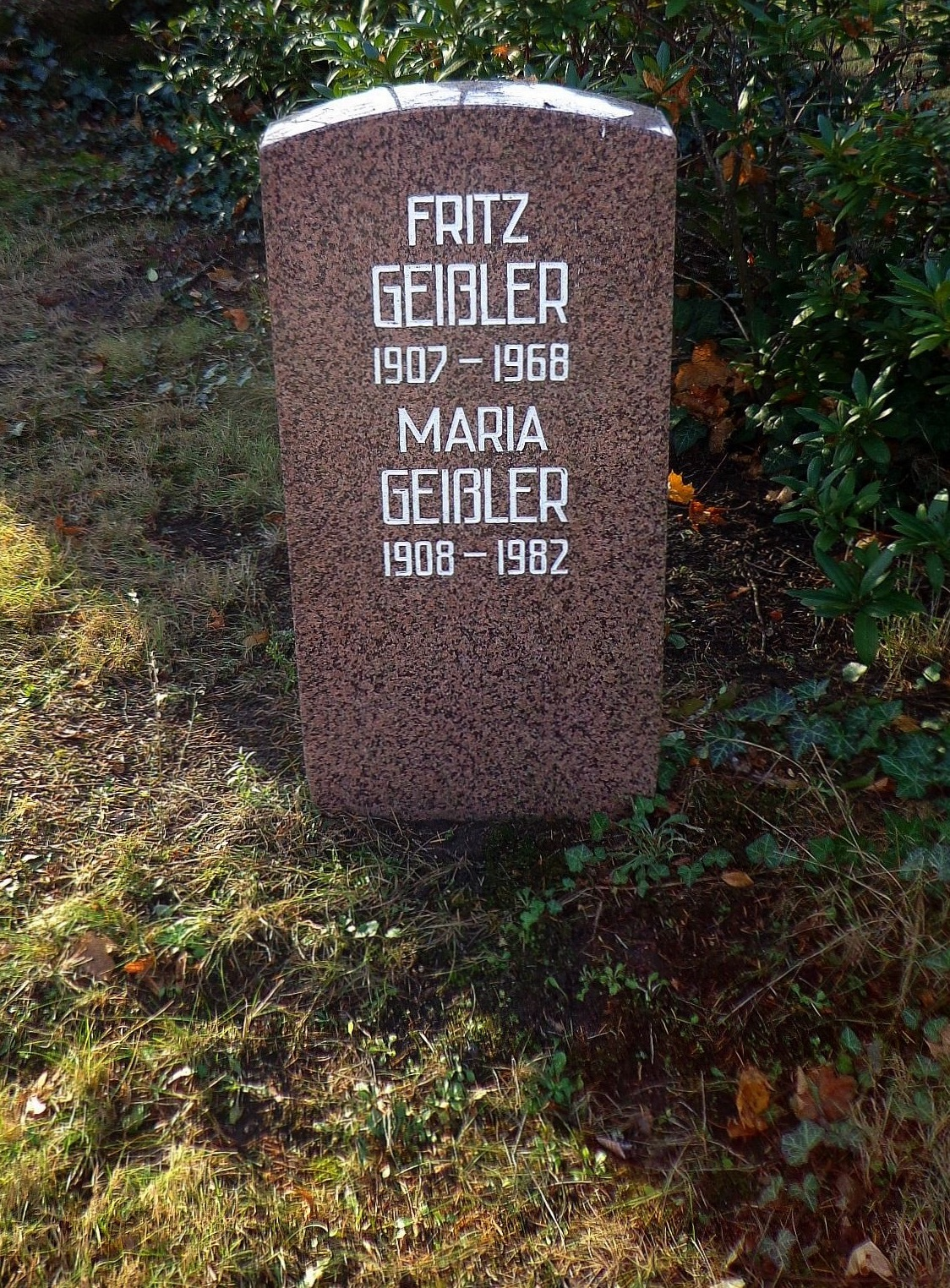
Grabstätte

Im März 1947 kehrte Geißler nach Deutschland zurück und wurde Mitglied der SED. 1947/48 war er im Kreis Greiz Funktionär des Freien Deutschen Gewerkschaftsbunds (FDGB) und der SED. Im November 1948 wurde er Kreisvorsitzender der SED.
1951 wurde er in die Landesleitung der SED in Thüringen berufen und war bis 1952 Leiter der Abteilung Landwirtschaft. Danach war er bis Mai 1955 Kreisvorsitzender der SED in Eisenach und wechselte dann, als Nachfolger von Walter Strobel, als Sekretär für Agitation und Propaganda in die SED-Bezirksleitung Erfurt.
Von Juni 1956 bis Mai 1960 war Geißler, als Nachfolger von Rudi Wetzel, Chefredakteur der Zeitschrift des ZK der SED Neuer Weg und hatte den Rang eines Abteilungsleiters des ZK der SED. Die Zeitschrift erschien 1950 bis 1990 zweiwöchentlich in der gesamten DDR und hatte eine Auflage von bis zu 210.000 Exemplaren.
Später wurde Geißler stellvertretender Abteilungsleiter im Büro des Politbüros der SED.
Er wurde in der Grabanlage Pergolenweg des Berliner Zentralfriedhofs Friedrichsfelde beigesetzt.

## Ehrungen
- 1958 Medaille für Kämpfer gegen den Faschismus (DDR)[1]
- 1959 Vaterländischer Verdienstorden (DDR)
- 1967 Banner der Arbeit (DDR)